# رضا مظلومان
کوروش آریامنش (با نام تولد رضا مظلومان؛ ۱۷ دی ۱۳۱۴ –۷ خرداد ۱۳۷۵) یکی از اعضای سازمان درفش کاویانی بود که در ۷ خرداد ۱۳۷۵، به دست برخی از عوامل امنیتی جمهوری اسلامی ایران در اطراف پاریس کشته شد.

## زندگی و فعالیت‌ها
رضا مظلومان در ۱۷ دی ماه ۱۳۱۴ در مشهد زاده شد. پس از انجام خدمت وظیفه وارد دانشکده ادبیات تبریز شد و در سال ۱۳۳۸ لیسانس خود را دریافت کرد. برای ادامه تحصیل به پاریس رفت و در سال ۱۳۴۸ مدرک دکترای خود را در رشته جرم‌شناسی دریافت کرد. پس از بازگشت به ایران در دانشکده حقوق دانشگاه تهران به تدریس مشغول شد و در دوره پهلوی دوم، از سال ۱۳۵۵ خورشیدی تا یک ماه پیش از انقلاب ۵۷، به سِمت معاونت فرخ‌رو پارسا، وزیر آموزش و پرورش برگزیده شد.

## مهاجرت
رضا مظلومان پس از انقلاب مدتی مخفی شد و در سال ۱۳۶۰ از ایران خارج شد و به فرانسه رفت. در آنجا نام خود را به کورش آریامنش تغییر داد و با همکاری یکی از دوستان خود «سازمان پاسداران فرهنگ ایران» را بنیانگذاری کرد. این سازمان با انتشار کتاب‌هایی به پاسداری از آیین و فرهنگ کهن ایران و مبارزه با خرافات و جهل مذهبی حاکم می‌پرداخت. رضا مظلومان در خارج از فعالان حقوق بشر ایران بود و سردبیر ماهنامه «پیام آزادگان» نیز بوده‌است.

## چگونگی ترور
در عصر روز هفتم خرداد ۱۳۷۵ در حالی که رضا مظلومان («کوروش آریامنش») در آپارتمان خود میزبان یک زن فرانسوی بود، دو مرد به صورت سرزده به در خانه آمدند؛ یکی از آن‌ها احمد جیحونی نام داشت که در آلمان کار و کاسبی داشت و از ۳ سال قبل با رضا مظلومان در ارتباط بود و سالی یکی دو بار به دیدار وی می‌آمد. بر اساس گفته‌های زن فرانسوی که آن روز مهمان رضا مظلومان بود وقتی آن دو مرد به‌طور سرزده در خانه را زدند رضا مظلومان به آن‌ها اجازه ورود نداد و قرار شد آن‌ها بروند و نیم ساعت دیگر برگردند و زن فرانسوی نیز قبل از بازگشت مجدد آن دو محل را ترک کرد.
پیکر رضا مظلومان، فردای آن روز توسط همان زن فرانسوی کشف و به پلیس اطلاع داده شد. قاتلان با شلیک دو گلوله از فاصله نزدیک به سر و سینه رضا مظلومان او را به قتل رسانده بودند. پلیس در میان وسایل رضا مظلومان، نامه‌هایی از احمد جیحونی یافت و توسط زن فرانسوی‌ای که او را دیده بود توانست جیحونی را شناسایی کند. پلیس آلمان به خواست پلیس فرانسه، جیحونی را بازداشت کرد. وی سرانجام اقرار کرد که در آن روز به ملاقات رضا مظلومان رفته بود و برای محاکمه به فرانسه تحویل داده شد. او پنج سال پس از جنایت در فرانسه محاکمه و به پانزده سال زندان محکوم شد.
هاشمی رفسنجانی در خاطرات سال ۱۳۷۵ خود می‌نویسد:
«آقای فلاحیان وزیر اطلاعات آمد. راجع به عزل امام جمعه کرج و نیز تنبیه مأموران متخلف که در اروپا خودسر دست به کار غیرقانونی زده‌اند -در موضوع رضا مظلومان و بردن مواد به آلمان- صحبت شد.»
مسعود انصاری پس از کشته شدن رضا مظلومان (کورش آریامنش)، در سال ۲۰۰۵ میلادی انتشار نشریه «پیام آزادگان» را به لطف‌الله روزبهانی واگذار کرد.

## محاکمه متهمان
سرانجام احمد جیحونی که از رابط‌های وزارت اطلاعات بود در سال ۱۳۸۱ توسط دادگاه پاریس به ۱۷ سال زندان محکوم شد اما همدست وی که مجتبی مشهدی نام داشت به طرز عجیبی تبرئه شد.
احمد جیحونی به حکم خود اعتراض کرد اما در نهایت از حضور در دادگاه تجدید امتناع ورزید زیرا از آن بیم داشت که قضات دادگاه حکم ۱۷ سال حبس او را سنگین تر کنند.

## کتابشناسی
- این، عدالت است یا بیدادگری؟!
- حقوق جزا و جرم‌شناسی
- سینما و اثرش بر رفتارهای ضد اجتماعی
- اثر مطبوعات بر رفتارهای ضد اجتماعی
- جرم‌شناسی و حقوق اجزا
- جامعه، جرم، مجازات، و هدف، نوع و خصایص کیفرها
- آیا مجرم، گناهکاراست؟
- آیا زیان عدالت به بزهکار، متناسب با جرم ارتکابی اوست؟[۱۳]